# Suetoniu
Gaius Suetonius Tranquillus (cca. 69/75 - după 130) a fost unul dintre cei mai importanți istorici romani. Acesta a scris opera intitulată Caesarum XII. vitae (Viața celor 12 Cezari), care conține biografiile unor împărați romani, de la Cezar la Domițian, sub forma unor medalioane. Aceste medalioane sunt structurate într-un segment cronologic, în care sunt narate faptele politice, militare și culturale. Alte lucrări ale lui Suetoniu se referă la viața de zi cu zi a Romei, politică, oratorie și despre viața unor scriitori celebri, inclusiv poeți, istorici și gramaticieni. Câteva dintre aceste cărți au supraviețuit parțial, dar multe s-au pierdut.

## Viața
Gaius Suetonius Tranquillus s-a născut probabil în jurul anului 69 d.Hr., dată dedusă din remarcile sale, descriindu-se ca un „tânăr” la 20 de ani după moartea lui Nero. Locul lui de naștere este disputat, dar majoritatea savanților îl plasează în Hippo Regius, un mic oraș nord-african din Numidia, în Algeria actuală. Este cert că Suetonius provenea dintr-o familie cu poziție socială moderată, că tatăl său, Suetonius Laetus, a fost un tribun aparținând ordinului ecvestru (tribunus angusticlavius) în Legiunea a XIII-a Gemina și că Suetoniu a fost educat în perioada când școlile de retorică au înflorit la Roma.
Suetoniu a fost un prieten apropiat cu senatorul și scriitorul de epistole Pliniu cel Tânăr. Pliniu îl descrie drept „tăcut și foarte citit, un om dedicat scrisului”. Pliniu l-a ajutat să cumpere o mică proprietate și a mijlocit la împăratul Traian pentru a-i acorda lui Suetoniu imunitățile acordate de obicei unui tată a trei copii, jus trium liberorum, deoarece în timpul căsătoriei lui nu a avut copii. Prin Pliniu, Suetoniu a intrat în grațiile lui Traian și Hadrian. S-ar putea ca Suetoniu să fi fost în personalul lui Pliniu când Pliniu era guvernator imperial (legatus Augusti pro praetore) al Bitiniei și Pontului (nordul Asiei Mici) între 110 și 112. Sub Traian a fost secretar de studii (funcțiile precise sunt incerte) și director al arhivelor imperiale. Sub Hadrian, a devenit secretarul împăratului. Hadrian l-a demis mai târziu pe Suetoniu pentru presupusa lui aventură cu împărăteasa Vibia Sabina. 

## Lucrări

### Cei Doisprezece Cezari
Suetoniu este amintit în principal ca autorul cărții De Vita Caesarum, singura sa lucrare care a supraviețuit complet, cu excepția scurtelor biografii și a altor fragmente menționate mai jos. Cei Doisprezece Cezari, scrisă probabil pe vremea lui Hadrian, este o biografie colectivă a primilor conducători ai Imperiului Roman, Iulius Cezar (lipsesc primele capitole), Augustus, Tiberius, Caligula, Claudius, Nero, Galba, Otho, Vitellius, Vespasian, Titus si Domițian. Cartea a fost dedicată prietenului său Gaius Septicius Clarus, un prefect al Gărzii Pretoriane în 119. Lucrarea spune povestea vieții fiecărui Cezar conform unei formule stabilite: descrierile trăsăturilor, prevestirile, istoria familiei, citatele și apoi o istorie sunt date într-o ordine consecventă. El a înregistrat cele mai vechi relatări despre crizele epileptice ale lui Iulius Caesar.

### Alte lucrări

#### Lucrări care au supraviețuit parțial
- De Viris Illustribus („Despre bărbații celebri” — în domeniul literaturii), căruia îi aparțin:
  - De Illustribus Grammaticis ("Viețile Gramaticienilor"; 20 de vieți scurte, aparent complete)
  - De Claris Rhetoribus ("Viețile retoricienilor"; 5 vieți scurte supraviețuiesc dintr-un total de 16)
  - De Poetis („Viețile poeților”; viața lui Vergiliu, precum și fragmente din viețile lui Terențiu, Horațiu și Lucan, supraviețuiesc)
  - De Historicis ("Viețile istoricilor"; o scurtă viață a lui Pliniu cel Bătrân este atribuită acestei lucrări)
- Peri ton par' Hellesi paidion („Jocuri grecești”)
- Peri blasfemie („Condiții grecești de abuz”)

Ultimele două lucrări au fost scrise în limba greacă. Se pare că supraviețuiesc parțial sub formă de extrase din glosarele grecești ulterioare.

#### Lucrări pierdute
Următoarea listă a lucrărilor pierdute ale lui Suetoniu este din prefața lui Robert Graves la traducerea sa a celor Doisprezece Cezari.
- Biografii regale
- Viețile prostituatelor celebre
- Maniere și obiceiuri romane
- Anul roman
- Festivalurile romane
- Rochia romană
- Jocuri grecești
- Oficiile statului
- Despre Republica lui Cicero
- Defecte fizice ale omenirii
- Metode de calcul al timpului
- Un eseu despre natură
- Legăminte grecești
- Probleme gramaticale
- Semne critice folosite în cărți

Introducerea la ediția Loeb a lui Suetoniu, tradusă de JC Rolfe, cu o introducere de KR Bradley, extrăgând referințe din Suda dă următoarele titluri:
- Despre jocurile grecești
- Despre spectacole și jocuri romane
- Despre anul roman
- Despre semnele critice din cărți
- Despre Republica lui Cicero
- Despre nume și tipuri de haine
- Despre insulte
- Despre Roma și obiceiurile și manierele ei

Volumul adaugă alte titluri nemenționate în cadrul Suda.
- Despre curtezane celebre
- Despre regi
- Despre instituția oficiilor
- Despre defectele fizice
- Despre semnele vremii
- Despre numele mărilor și râurilor
- Despre numele vânturilor

Alte două titluri pot fi, de asemenea, colecții ale unora dintre cele menționate anterior:
- Pratum (diverse)
- Despre diverse chestiuni